# Ákra Salmeníkos
Ákra Salmeníkos är en udde i Grekland.   Den ligger i regionen Västra Grekland, i den centrala delen av landet, 150 km väster om huvudstaden Aten.
Terrängen inåt land är kuperad åt sydväst, men österut är den platt. Havet är nära Ákra Salmeníkos åt nordost. Runt Ákra Salmeníkos är det ganska tätbefolkat, med 160 invånare per kvadratkilometer. Närmaste större samhälle är Aígio, 9,5 km sydost om Ákra Salmeníkos. 